# 유분증
유분증(遺糞症, encopresis)은 만 4세가 되어도 기질적 문제가 없는 상태에서 대변을 가리지 못하는 장애이다. 5세 이후의 아동에게서 1%정도가 나타나고 남아에게서 많이 나타난다. 변비 및 일류성 실금(방광출구폐쇄와 배뇨근기능부전에 의해 본인에 의지와 상관없이 소변이 나오는 것)이 있는 경우와 변비 및 일류성 실금이 없는 경우로 구분한다.

## 원인
아버지의 유분증 병력이 15%정도 있다는 보고로 보아 유전적 요인이 고려되기도 하나, 유뇨증에 비하여 심리적 요인의 비중이 높다. 대소변가리기 훈련에서 어머니의 강요나, 전반적인 모자관계의 문제, 부모간의 갈등과 가정불화 등의 영향이 크다고 본다. 또한 잘 가리다가 다시 못 가리게 되는 이차성 유분증의 경우, 유뇨증과 마찬가지로 스트레스가 주요한 원인이 될 수 있다. 대부분의 유분증에서 소아의 행동에 문제가 많은 것으로 보아 심리적으로 유분증을 분노의 표현으로 보기도 한다.

## 진단
만 4세 이후, 불수의적으로 혹은 고의적으로 적절하지 못한 곳에 대변을 보는 행위가 최소 3개월간 한 달에 1번 이상 나타날 경우 진단을 내릴 수 있다. 변비가 동반되거나 동반되지 않는 경우가 있고, 약 25% 정도 유뇨증이 동반된다. 유뇨증과 달리 낮에 나타나기 때문에 현실적인 문제가 더 심각하다. 정서적인 문제와 반항성 도전장애, 주의력결핍 과잉행동 증상이 동반될 수 있으며, 일정 기간이 지나면 호전되는 것이 보통이나 가족 문제 등이 심각한 경우 예후에 영향을 준다.

### 진단 준거
- 대변보기에 적절치 않은 곳(예: 옷, 마루)에 반복하여 불수의적 또는 고의로 대변을 본다.
- 최소 3개월간 월 최소 1회의 유분증이 있다.
- 실제 연령이 최소 7세이다.(또는 동등한 발달수준)
- 증상이 주로 약물(예: 하제)의 생리학적 결과나, 변비와 관련되는 기전이 제외된 일반적 의학상태로 인한 것이 아니다.

## 치료
부모를 포함한 아동 전반에 대한 평가가 이루어져야 한다. 아동 증상에 당분간 관심을 보이지 않도록 하고 학교 선생님의 도움을 받을 필요가 있다. 대개 변비가 심하므로 변비약을 정기적으로 투여해주고 하루 일정 시간 동안 배변 훈련을 한다. 유뇨증에 비해 심각한 정서문제가 있는 경우가 많으므로 놀이정신치료를 병행하도록 하고, 심한 경우 입원치료를 원칙으로 한다. 일단 외부의 자극으로부터 격리를 시킨 뒤 다음 계획으로 들어가고, 세부 치료로는 정신치료, 가족치료, 사회성훈련, 인지·행동치료, 약물치료 등을 고려할 수 있다.

## 경과 및 예후
예후는 대체로 원인, 증상기간, 공존된 행동문제 등에 따라 다양하다. 대개는 사춘기 중기에 이르면 저절로 호전된다. 생활에서 일어나는 사건을 통제할 수 있는 경우는 경과가 좋으며, 행동문제가 공존하는 경우는 경과가 나쁘다.